# Аграфьотис
Аграфьо́тис (греч. Αγραφιώτης) — река в Греции, в Эвритании. Получила название от области Аграфы. Исток реки находится на склонах Аграфы. Протекает к западу от деревень Аграфы и Крендис и впадает в водохранилище Кремасту. Через реку перекинуто несколько каменных мостов. В водохранилище сливается с реками Тавропос и Ахелоос. Длина 58 километров.